# Ausonia Football Club
L'Ausonia Football Club fu una squadra di calcio di Milano attiva dal 1905 al 1912.

## Storia
L'Ausonia Football Club fu fondata a Milano, il 4 giugno 1905, dalla casa automobilistica Ausonia, allo scopo di sponsorizzare le proprie autovetture elettriche. All'epoca giocava sul campo di Via Tessera alla periferia nord di Milano vicino al vecchio Trotter. Il vecchio Trotter in quel periodo si trovava nell'attuale zona dove sorge la Stazione Centrale di Milano (all'epoca limite nord di Milano), impianto sportivo che fu spostato nel Comune di Turro Milanese in previsione dell'erigendo nuovo terminal ferroviario.
Si iscrisse alla Federazione Italiana Football nel 1905. I colori sociali erano il rosso e il nero.

Una formazione dell'Ausonia nel 1910

Nel 1909, acquisisce un campo in zona Monforte, esattamente in via Poma, confinante con quello del Milan, in via Fratelli Bronzetti. I due campi sono divisi da una semplice roggia. Pur non vincendo alcun campionato, grazie alle ottime prove riportate in varie gare ufficiali ed avendo ottenuto in prestito Attilio Trerè e Giuseppe Rizzi dal Milan e Franco Bontadini dall'Inter, la F.I.G.C. accettò la sua richiesta di partecipare al campionato di Prima Categoria 1909-1910, la massima divisione dell'epoca.
La permanenza ai massimi livelli durò però solo una stagione poiché al termine del campionato, i 3 giocatori ottenuti in prestito tornarono alle legittime squadre di appartenenza e la società, visto il pessimo comportamento della propria compagine al cospetto delle altre squadre milanesi meglio attrezzate, preferì non iscriversi al campionato successivo.
Rinunciò al proprio campo, il Trotter, per il quale pagava un affitto e continuò a giocare solo delle gare amichevoli, ospitate da altre squadre. Si risollevò nel 1912 quando dopo due infruttuosi tentativi della Società Sportiva Pro Gorla di Gorla Primo di costituire una squadra di foot-ball all'altezza della sua fama di polisportiva, ne divenne la Sezione Calcio come Ausonia Pro Gorla il 7 gennaio 1912. Da quel momento, l'Ausonia indossò i colori della Pro Gorla (maglia bianco-celeste a strisce verticali) disputando le proprie gare interne sul campo di Gorla, molto probabilmente nell'attuale via Asiago, dove oggi sorge l'oratorio della chiesa.
Dopo alcune stagioni altalenanti vissute dall'Ausonia Pro Gorla, la compagine originaria nel 1921 si scisse dalla polisportiva e si unì all'Ardita Football Club creando l'Ardita Ausonia Football Club. Ma fu la sua ultima e peggiore incarnazione, perché a fine stagione 1924-1925 l'Ausonia si sciolse definitivamente, mentre la sua casa automobilistica madre non esisteva più già da anni.

## Giocatori in Nazionale
- Giuseppe Rizzi (4 presenze, 2 reti)
- Attilio Trerè (5 presenze)

Giuseppe Rizzi e Attilio Trerè, entrambi dell'Ausonia, giocarono la prima partita della Nazionale Italiana, il 15 maggio 1910 contro la Francia. Rizzi ha inoltre segnato il primo gol in trasferta nella storia della Nazionale.